# 梁宗岱
梁宗岱（1903年9月5日—1983年11月6日），籍贯广东新会，出生于广西百色，近代中国诗人、翻译家、文学评论家与文学理论家，中国象征主义诗学的先驱人物。

## 生平
梁宗岱，父亲梁星坡，兄梁宗巨。1917年入廣州培正中學，主編校刊=。1923年，保送進入嶺南大學=，但隨後便於1920-30年代遊歷欧洲，結识瓦雷里、罗曼·罗兰。1940年代，返回中國後，任教北京大学、清华大学。后于中山大学任教。之後，中大外文系併入廣州外國語學院（現廣東外語外貿大學）法文系，梁宗岱随外语系转至广外，任广外法语教授，直至退休。晚年投入中草藥研究。

## 主要作品
1. 诗集《晚祷》
2. 词集《芦笛风》
3. 文论《诗与真》等。